# Joint Warfare Centre
Das Joint Warfare Centre (JWC, Zentrum für gemeinsame Kriegsführung) ist ein Schulungs- und Trainingszentrum der NATO in Jåttå bei Stavanger, Norwegen. Es befindet sich zum Teil in einem geschützten Bunker, der über drei unterirdische Stockwerke und 70 Meter tief in den Felsen reicht. 
Es wurde am 23. Oktober 2003 gegründet und ist ein Teilkommando des Allied Command Transformation. Anlass der Gründung des JWC war die Bildung eines Kommandos, das sich gezielt dem Training der NATO-Hauptquartiere widmet. Die Full Operational Capability (FOC) erfolgte im Juni 2006.
In Stavanger finden seit Juni 2006 jährlich bis zu vier streitkräftegemeinsame Übungen auf operativer Ebene statt. Diese werden jeweils über einen Zeitraum von bis zu 18 Monaten geplant, vorbereitet und durchgeführt. Zum Joint Warfare Centre gehören zivile Mitarbeiter und Soldaten aus 18 Nationen. 

## Auftrag
Das Joint Warfare Centre bietet für teilnehmende Soldaten die Möglichkeit, Operationen eines Stabes computergestützt auf operationeller und strategischer Ebene. Dazu gehört unter anderem:
- das Training der gemeinsamen operativen Führung zur Unterstützung aktuell laufender Missionen;
- die Unterstützung der Ausbildung von gemeinsamen Stäben der NATO-Kommandostruktur (NCS) und die NATO-Streitkräftestruktur (NFS) für mittlere und kleinere gemeinsame Operationen;
- die Ausbildung entsprechender Mentoren;
- die Unterstützung bei der Einhaltung und Weiterentwicklung der gemeinsamen Standards zur operativen Kriegsführung;
- die Unterstützung von Entwicklung und experimentellen Versuchen des Allied Command Transformation (ACT) mit Blick auf neue Konzepte, Technologien, Modelle und Simulation;
- das Sammeln von Erfahrungen und deren Rückführung an das Transformations-Netzwerk über das Joint Analysis and Lessons Learned Centre (JALLC).

Die gemachten Erfahrungen fließen direkt den NATO-Kommandostrukturen zu.

## Kommandeure und Direktoren
Die Kommandeure und Direktoren sind, bzw. waren:

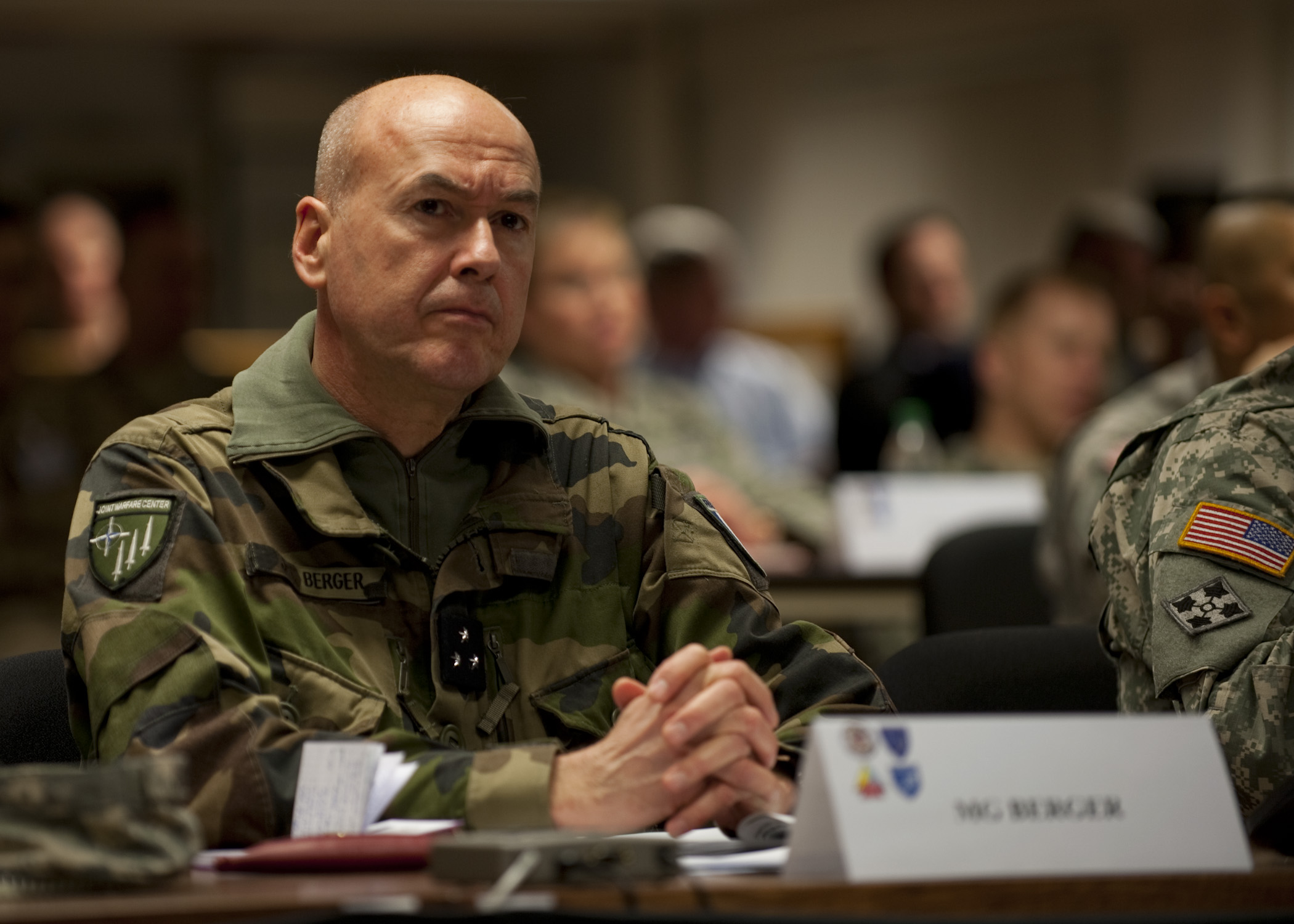
Generalmajor Jean-Fred Berger, Kommandeur des JWC Juni 2011 bis Juni 2013

| Nr. | Name                                   | Land                   | Beginn der Berufung | Ende der Berufung |
| --- | -------------------------------------- | ---------------------- | ------------------- | ----------------- |
| 11  | Generalmajor Ruprecht Horst von Butler | Deutschland            | September 2024      |                   |
| 10  | Generalmajor Piotr Malinowski          | Polen                  | Oktober 2021        | September 2024    |
| 9   | Konteradmiral Jan C. Kaack             | Deutschland            | Juli 2019           | September 2021    |
| 8   | Generalmajor Andrzej Reudowicz         | Polen                  | Juli 2016           | Juli 2019         |
| 7   | Generalmajor Reinhard Wolski           | Deutschland            | September 2014      | Juli 2016         |
| 6   | Generalleutnant Erhard Bühler          | Deutschland            | Juni 2013           | September 2014    |
| 5   | Generalmajor Jean-Fred Berger          | Frankreich             | Juni 2011           | Juni 2013         |
| 4   | Generalleutnant Wolfgang Korte         | Deutschland            | Juli 2007           | Juni 2011         |
| 3   | Air Marshal Peter Walker               | Vereinigtes Konigreich | Februar 2005        | Juli 2007         |
| 2   | Generalmajor James Short               | Vereinigtes Konigreich | September 2004      | Februar 2005      |
| 1   | Generalleutnant Thorstein Skiaker      | Norwegen               | Oktober 2003        | September 2004    |